# Verordnung (EG) Nr. 1907/2006 (REACH)
Die Verordnung (EG) Nr. 1907/2006 (REACH-Verordnung) ist eine EU-Chemikalienverordnung, die am 1. Juni 2007 in Kraft getreten ist. REACH steht für Registration, Evaluation, Authorisation and Restriction of Chemicals ‚Registrierung, Bewertung, Zulassung und Beschränkung von Chemikalien‘. Als EU-Verordnung besitzt REACH gleichermaßen und unmittelbar in allen Mitgliedstaaten Gültigkeit. Durch REACH wurde das bisherige Chemikalienrecht grundlegend harmonisiert und vereinfacht. Zudem wurden diverse Erlasse wie die EU-Nickelrichtlinie durch REACH ersetzt. Seit dem Inkrafttreten wird die Verordnung fortlaufend aktualisiert und angepasst.

## Grundlagen
Das REACH-System basiert auf dem Grundsatz der Eigenverantwortung der Industrie. Nach dem Prinzip no data, no market dürfen innerhalb des Geltungsbereiches nur noch chemische Stoffe in Verkehr gebracht werden, die vorher registriert worden sind. Jeder Hersteller oder Importeur, der seine Stoffe, die in den Geltungsbereich von REACH fallen, in Verkehr bringen will, muss für diese Stoffe eine eigene Registrierungsnummer besitzen.
Ein Jahr nach Inkrafttreten von REACH galt die bisherige Gesetzgebung bis zur vollen Arbeitsfähigkeit der neu gegründeten Europäischen Chemikalienagentur (ECHA) in Helsinki noch weiter. Die ECHA übernimmt vor allem die Organisation und Kontrolle im Prozess von REACH.
Am 1. Juni 2008 begann die halbjährliche Vorregistrierungsfrist für bestimmte Stoffe. Die Vorregistrierung ist der eigentlichen Registrierung vorgeschaltet. Sie dient der Bildung von Foren, in denen sich Hersteller und Importeure von Stoffen austauschen sollen. Im Gegenzug erhalten die Hersteller/Importeure mit der kostenlosen Vorregistrierung, je nach Stoffmengen und -eigenschaften, verlängerte Fristen für die Registrierung.
Die Datenanforderungen steigen mit dem Mengenband des zu registrierenden Stoffes. Neben einem technischen Dossier kann die Erstellung eines Stoffsicherheitsberichts erforderlich werden. Bei gefährlichen und besorgniserregenden Stoffen (zum Beispiel Krebs erregenden oder persistenten Stoffen) müssen im Stoffsicherheitsbericht Expositionsszenarien ermittelt werden. Dies sind quantitative oder qualitative Abschätzungen der Dosis/Konzentration des Stoffes, die gegenüber dem Menschen und der Umwelt exponiert sind oder sein können. Dabei muss der komplette Lebenszyklus des Stoffes (von der Herstellung über die Verwendung bis zur Entsorgung) berücksichtigt werden. Wesentliche Teile dieser Daten werden über eine Internetdatenbank für die Öffentlichkeit zugänglich gemacht.
Bevor neue Tierversuche zur Ermittlung von toxikologischen und ökotoxischen Daten durchgeführt werden, besteht die Pflicht zur Erkundigung innerhalb des nach der Vorregistrierung gebildeten Forums, ob schon entsprechende Daten vorliegen. REACH verpflichtet hier die Hersteller/Importeure zur Datenteilung.
Nach der Registrierung wird ein Arbeitsplan für die Bewertung der Stoffe durch die Mitgliedstaaten erstellt. Besonders besorgniserregende und verbreitete Stoffe werden priorisiert. Die Bewertung kann unter anderem ein Beschränkungs- oder Zulassungsverfahren von Stoffen nach sich ziehen. Bei dem Beschränkungsverfahren können einzelne Verwendungen des Stoffes verboten werden. Bei zulassungspflichtigen Stoffen sind hingegen alle Verwendungen verboten, es sei denn, es wurde eine Zulassung für eine bestimmte Verwendung erteilt.
Eine weitere Besonderheit von REACH ist die Erweiterung der Kommunikation in der Lieferkette. Nachgeschaltete Anwender (oder auch Downstream User) erhalten zusätzliche Aufgaben und Pflichten. Sie müssen ihren vorgeschalteten Herstellern oder Importeuren von registrierungspflichtigen Stoffen (siehe Geltungsbereich) Informationen über die genaue Verwendung liefern, damit diese die Verwendung in ihren Angaben zur Exposition (im technischen Dossier) und ggf. in ihren Expositionsszenarien berücksichtigen und geeignete Risikominderungsmaßnahmen empfehlen können. Die Verwendung wird dann zu einer „identifizierten Verwendung“. Der nachgeschaltete Anwender hat die Pflicht, die Risikominderungsmaßnahmen anzuwenden.
Identifiziert der Hersteller/Importeur die einzelne Verwendung nicht (weil zum Beispiel aus seiner Sicht das Risiko dieser Verwendung zu groß ist) oder will der nachgeschaltete Anwender zur Wahrung von Betriebsgeheimnissen die Verwendung gar nicht mitteilen, muss der nachgeschaltete Anwender ggf. einen eigenen Stoffsicherheitsbericht erstellen.
Bei zulassungspflichtigen Stoffen kann der nachgeschaltete Anwender einen eigenen Zulassungsantrag für seine Verwendung einreichen.
Wichtigstes Instrument für die Kommunikation in der Lieferkette bleibt das Sicherheitsdatenblatt. Hier müssen künftig zusätzlich die Registrierungsnummer, ggf. Angaben zur Beschränkung von Verwendungen, ggf. Angaben zur Zulassungspflicht und die „identifizierten Verwendungen“ mit aufgenommen werden.
In Deutschland sind Verstöße gegen die europäische REACH-Verordnung durch die nationale Chemikalien-Sanktionsverordnung strafbewehrt.
Üblicherweise werden halbjährlich neue Stoffe in die Liste der für eine Zulassung in Frage kommenden besonders besorgniserregenden Stoffe aufgenommen. Schon aus der Aufnahme in diese Kandidatenliste ergeben sich Verpflichtungen der Anwender gegenüber den Verbrauchern und der ECHA gemäß REACH.

## Der Geltungsbereich
Hersteller oder Importeure, welche Stoffe mit mehr als einer Tonne pro Jahr in der Europäischen Union herstellen oder in die Europäische Union importieren, sei es als Stoff, als Bestandteil eines Gemischs oder als freizusetzender Inhaltsstoff eines Erzeugnisses, fallen in den Geltungsbereich von REACH. Manche Stoffe sind davon allerdings ganz oder teilweise ausgenommen (siehe unten). Die REACH-Verordnung richtet sich aber auch an sogenannte „nachgeschaltete Anwender“ (Art. 1 Abs. 3); also letztlich jede Person, die mit solchen Stoffen umgeht und daher – oft nach nationalem Recht unter Androhung von Sanktionen – z. B. Beschränkungen zur Herstellung, Verwendung oder zum Inverkehrbringen bestimmter gefährlicher Stoffe, Erzeugnisse und Gemische unterworfen ist.
Hersteller/Importeure sind natürliche oder juristische Personen mit Sitz in der Europäischen Gemeinschaft, die in der Europäischen Gemeinschaft einen Stoff herstellen oder für die Einfuhr verantwortlich sind (Artikel 3 REACH-VO).
Hersteller in Form einer natürlichen oder juristischen Person mit Sitz außerhalb der Gemeinschaft, die Stoffe, Gemische und/oder Erzeugnisse in die Gemeinschaft einführen, können im gegenseitigen Einverständnis eine natürliche oder juristische Person mit Sitz in der Gemeinschaft bestellen, die als ihr alleiniger Vertreter (Only Representative) die Verpflichtungen für Importeure erfüllt. Wird ein Alleinvertreter benannt, informiert der Hersteller außerhalb der Gemeinschaft die innerhalb der Gemeinschaft ansässigen Mitglieder seiner Lieferkette (Artikel 8 REACH-VO).
Stoff
Maßgeblich unter REACH ist die Stoffdefinition:

„Stoff: chemisches Element und seine Verbindungen in natürlicher Form oder gewonnen durch ein Herstellungsverfahren, einschließlich der zur Wahrung seiner Stabilität notwendigen Zusatzstoffe und der durch das angewandte Verfahren bedingten Verunreinigungen, aber mit Ausnahme von Lösungsmitteln, die von dem Stoff ohne Beeinträchtigung seiner Stabilität und ohne Änderung seiner Zusammensetzung abgetrennt werden können.“

Diese Begriffsdefinition umfasst somit nicht nur einen Reinstoff (Mono-constituent substance), sondern auch Stoffe aus mehreren chemischen Verbindungen mit bekannter Zusammensetzung (Multi-constituent substances) als auch Stoffe mit unbekannter, variabler oder komplexer Zusammensetzung oder biologisches Material (UVCB, Unknown or Variable composition, Complex reaction products or Biological material).
Neue und bekannte Stoffe
Als bereits registriert gelten Stoffe, die seit 1981 gemäß der Richtlinie 67/548/EWG (Stoffrichtlinie) angemeldet wurden (die sogenannten Neustoffe der ELINCS-Liste). Stoffe, die neu hergestellt oder importiert werden, müssen vorher registriert werden (sogenannte Non-Phase-in-Stoffe). Dagegen gibt es für bereits bekannte Stoffe, die aber nicht den strengen Regeln der Stoffrichtlinie unterworfen sind, eine Übergangsfrist (siehe hierzu „Die Vorregistrierung“); diese werden daher Phase-in-Stoffe genannt (von englisch to phase in ‚schrittweise einführen‘) und müssen spätestens 2018 ebenfalls den REACH-Regeln genügen.
Phase-in-Stoffe sind:
- Die sogenannten „Altstoffe“, die im EINECS-Verzeichnis gelistet sind;
- Die Stoffe der No-Longer-Polymers-Liste (NLP);
- Stoffe, die in der EU hergestellt worden sind, aber vom Hersteller/Importeur in den 15 Jahren vor Inkrafttreten von REACH nicht in Verkehr gebracht wurden, zum Beispiel werksinterne Stoffe. (Entsprechende Nachweise über die Zeit der Produktion und, dass die Stoffe nicht an Dritte weitergegeben wurden, müssen vorhanden sein.)

Nicht oder nur teilweise von REACH betroffene Stoffe
Nicht in den Geltungsbereich von REACH fallen:
- Polymere, (jedoch die Monomere)
- Abfall,
- Nicht-isolierte Zwischenprodukte,
- Radioaktive Stoffe,
- Stoffe im Transitverkehr (Zollüberwachung)
- Stoffe in der Produktentwicklung.

Generell können Stoffe, die bereits durch andere gesetzliche Vorschriften angemessen geregelt sind, komplett (siehe oben) oder von Teilen der REACH-Verordnung ausgenommen sein. Stoffe, die zur Herstellung kosmetischer Mittel verwendet werden, sind registrierungspflichtig; im Stoffsicherheitsbericht müssen aber die Risiken für die menschliche Gesundheit nicht berücksichtigt werden, die sich aus der Endverwendung ergeben. Im Folgenden sind weitere Stoffe aufgeführt, die von der Registrierung ausgenommen sind (nicht aber von der Bewertung mit einem eventuellen Beschränkungs- oder Zulassungsverfahren):
- Stoffe in der Human- oder Tiermedizin;
- Stoffe im Lebensmittel- und Futtermittelbereich;
- Pflanzenschutz- und Biozidwirkstoffe (gelten als registrierte Stoffe);
- Reimporte von bereits registrierten Stoffen;
- Stoffe für produkt- und prozessorientierte Forschung und Entwicklung;
- Stoffe, die im Rahmen des Recyclings zurückgewonnen werden (soweit der ursprüngliche Stoff registriert ist);
- Angemeldete neue Stoffe;
- Stoffe des Anhangs IV (zum Beispiel Wasser, Zucker, Kalkstein) der Verordnung;
- Stoffe des Anhangs V (zum Beispiel Naturstoffe – soweit nicht gefährlich) der Verordnung.

## Die Vorregistrierung
Die Vorregistrierung war nur für Phase-in-Stoffe (siehe oben, Geltungsbereich) möglich. Sie war nicht verpflichtend. Hersteller und Importeure haben dennoch eine Vorregistrierung ihrer Phase-in-Stoffe durchgeführt, da seit dem 1. Dezember 2008 der Grundsatz „no data, no market“ gilt. Die Hersteller/Importeure dürfen seither ihre Phase-in-Stoffe nicht mehr in Verkehr bringen, bis sie diese voll registriert haben und eine Registrierungsnummer besitzen.
Überdies erhielten Hersteller/Importeure durch eine Vorregistrierung zwei wesentliche Vorteile. Zum einen erlangten sie, je nach Jahresmenge, eine Übergangsfrist (siehe Tabelle) für die volle Registrierung. Zum anderen setzt die Teilnahme an einem SIEF die Vorregistrierung voraus.
| Mengenband                         | Umsetzungsfrist  |
| ---------------------------------- | ---------------- |
| ≥ 1000 t/a                         | 1. Dezember 2010 |
| CMR-Stoffe ≥ 1 t/a                 | 1. Dezember 2010 |
| Umweltgefährliche Stoffe ≥ 100 t/a | 1. Dezember 2010 |
| Notifikationspflicht Art. 7 (4)    | 1. Juni 2011     |
| ≥ 100 t/a                          | 1. Juni 2013     |
| ≥ 1 t/a                            | 1. Juni 2018     |

Seit dem 9. Oktober 2008 hat die ECHA abweichend zur Planung eine vorläufige Liste der vorregistrierten Stoffe veröffentlicht.
Die letzte Frist für die „nachträgliche Vorregistrierung“ endete am 31. Mai 2017. Ab dem 1. Juni 2018 ist zuerst eine Anfrage nach Artikel 26 (Inquiry Dossier, Pflicht zur Erkundigung vor der Registrierung) an die Agentur zu stellen, bevor ein Stoff registriert werden kann.

### SIEF-Datenforum
SIEF steht für Substance Information Exchange Forum. Es war der Sinn der Vorregistrierung, dass die verschiedenen Hersteller oder Importeure identischer Stoffe zueinander finden. Im SIEF sollen Daten zu Stoffen ausgetauscht werden.
Die Vorregistrierung erfolgte elektronisch an die ECHA (European Chemicals Agency, Europäische Agentur für chemische Stoffe mit Sitz in Helsinki). Sie war kostenlos und unverbindlich. Die Vorregistrierung konnte in zwei Formen erfolgen. Die erste Möglichkeit stellte die „single Preregistration“ über REACH-IT, ein Webportal der ECHA, dar. Die zweite Möglichkeit zur Vorregistrierung stellte das XML-Format als sogenannte BULK-Registrierung dar. Hierzu konnte zum Beispiel das Programm IUCLID 5 verwendet werden. Folgende Daten, die den Herstellern/Importeuren schon vorliegen sollten, mussten bei der Vorregistrierung angegeben werden:
- Identifizierung des Stoffes, Stoffname und zum Beispiel EINECS- und CAS-Nummer;
- Name und Anschrift des Herstellers/Importeurs sowie die Namen von Kontaktpersonen (optional);
- Die vorgesehenen Fristen für die Registrierung, letztendlich also das Tonnageband (Angabe ist nicht verbindlich);
- Stoffnamen, die für Strukturanalogien von Bedeutung sein können.

Die ECHA begrenzte das Volumen für die Bulk-Registrierung Anfang Oktober auf 10.000 Stoffe. Unternehmen, die umfangreichere Stoffinventare vorregistrieren wollten, mussten Rücksprache mit der ECHA halten.

### Missbrauch
REACH betrifft in besonderem Maße Nicht-EU-Firmen, die in den Europäischen Wirtschaftsraum importieren. Sie benötigen einen Vertreter in der EU zur Abdeckung ihrer Rechtspflichten. Mittlerweile sind Fälle bekannt, in denen Unternehmen mit Sitz außerhalb der Gemeinschaft ohne einen alleinigen Vertreter Vorregistrierungen durchgeführt haben wollen. Es ist daher zu prüfen, ob die Vorregistrierung wirklich erfolgt ist. Dazu sollte man die Adresse des Unternehmens und seine UUID (Universally Unique Identifier) der Internet-Seiten oder die DUNS-Nummer in Erfahrung bringen, so eine Quelle des BDI. Bei Zweifelsfragen zur Registrierung kann ein (Ein-)Käufer auch die von der ECHA ab Dezember 2008 vergebene Registrierungsnummer vom Registrierer oder Verkäufer/Händler erfragen.
Bis Mitte September 2008 waren über 350.000 Vorregistrierungen in der Datenbank der ECHA eingetragen, nahezu doppelt so viele wie ursprünglich erwartet (200.000). Viele Vorregistrierungen wurden anscheinend von Beratungsfirmen vorgenommen, die ihre Dienste als alleiniger Vertreter für Hersteller mit Sitz außerhalb der Gemeinschaft anbieten wollen. Einige dieser Beratungsfirmen haben sich sogar zum SIEF-Moderator gemacht.
Sogar Beratungsfirmen mit Sitz außerhalb der Gemeinschaft bieten unwissenden Herstellern ihre Dienste als alleiniger Vertreter an, obwohl laut REACH-Verordnung nur Firmen mit Sitz innerhalb der Gemeinschaft zur (Vor-)Registrierung von Stoffen berechtigt sind.
Am 21. September 2011 erfolgte eine Bereinigung der Vorregistrierungen. Vorregistrierungen von Firmen außerhalb der EU wurden somit ungültig.

## Die Registrierung
Artikel 10 der REACH-Verordnung beschreibt allgemein die Informationen, die zu Registrierungszwecken vorzulegen sind. Für alle Phase-in-Stoffe und Non-Phase-in-Stoffe ab 1 t/a muss ein technisches Dossier mittels IUCLID 6 eingereicht werden. Bei Stoffmengen ab 10 t/a ist zusätzlich ein Stoffsicherheitsbericht erforderlich.
Unter bestimmten Voraussetzungen kann ein Dossier von einem Co-Registranten auch online über die REACH-IT-Plattform erstellt und eingereicht werden.
Bis Ende Mai 2018 wurden von 13 620 Unternehmen 88 319 Registrierungsdossiers zu 21 551 Stoffen eingereicht.

### Das technische Dossier
Neben der Identität des Herstellers/Importeurs und der Identität des Stoffes muss das technische Dossier folgende Informationen enthalten:
- Einstufung und Kennzeichnung des Stoffes;
- Informationen zu Herstellung und Verwendung/en des Stoffes;
- Leitlinien für die sichere Verwendung des Stoffes;
- Prüfung von Sachverständigen (welche Informationen wurden von einem Sachverständigen geprüft?);
- Antrag auf Vertraulichkeit bestimmter Informationen (nach Art. 119 Abs. 2; siehe Internet-Zugang zu den REACH-Daten);
- Informationen über die Exposition (Verwendungen, Expositionswege, Expositionshäufigkeit);
- Datensatz nach den Anhängen VII (Stoffmengen ≥ 1 t/a), VIII (Stoffmengen ≥ 10 t/a), IX (Stoffmengen ≥ 100 t/a), X (Stoffmengen ≥ 1000 t/a);
- Einfache/qualifizierte Studienzusammenfassung(en).

Die geforderten Datensätze nach den Anhängen VII bis X beinhalten neben den physikalischen und chemischen Eigenschaften auch Angaben zur Toxikologie und Ökotoxizität. Die entsprechenden Prüfverfahren sind in der Verordnung (EG) Nr. 440/2008 festgelegt.
Bevor ein Registrant zur Erfüllung der Informationsanforderungen für die Registrierung einen Versuch durchführt, muss er innerhalb seines SIEF nachfragen, ob eine einschlägige Studie zur Verfügung steht. Wirbeltierstudien dürfen nicht wiederholt werden.
Neue Versuche zur Datenerhebung sind nach der GLP (Guten Laborpraxis) durchzuführen. Unter bestimmten Voraussetzungen, welche in Anhang XI beschrieben werden, können Versuche begründet ausgelassen werden. Dafür müssen entsprechende Waiving-Methoden (zum Beispiel Daten von Stoffen der gleichen Stoffgruppe oder Daten aus bereits vorhandenen Prüfungen, die nicht nach der GLP durchgeführt wurden) die geforderten Informationen liefern.
REACH unterscheidet zwischen zwei Arten von Studienzusammenfassungen. Die einfache Studienzusammenfassung für Stoffmengen ≥ 1 t/a enthält die Informationen der jeweiligen Anhänge VII bis X mit Beschreibungen zum Ziel, Methode, Ergebnis und Schlussfolgerung einer Studie. Mit der einfachen Studienzusammenfassung soll die Relevanz einer Studie bewertet werden können. Ab einer Stoffmenge von ≥ 10 t/a muss zusätzlich eine qualifizierte Studienzusammenfassung erstellt werden. Diese soll eine unabhängige Bewertung der Studie ermöglichen.

### Der Stoffsicherheitsbericht
Nach Artikel 10 b) ist für Stoffmengen ab 10 t/a ein so genannter Stoffsicherheitsbericht (CSR für englisch chemical safety report) erforderlich. Sein Kernstück ist die Beschreibung der Exposition eines Stoffes und dessen Wirkung auf Mensch und Umwelt. Aus den Beurteilungen der Exposition und der Wirkung ergibt sich ein Risiko, welches ebenfalls für gefährliche Stoffe zu beschreiben ist.
Der Stoffsicherheitsbericht setzt eine Kommunikation innerhalb der Lieferkette voraus. Das Know-how zur Exposition eines Stoffes geht hauptsächlich aus dessen Verwendung hervor und liegt naturgemäß mehr beim nachgeschalteten Anwender. Das Know-how zur Wirkung eines Stoffes und der Risikomanagementmaßnahmen liegt primär beim Hersteller oder Importeur.
Anhang I der REACH-Verordnung beschreibt die Form und den Inhalt des Stoffsicherheitsberichtes. Demnach ist eine Stoffsicherheitsbeurteilung (CSA für englisch chemical safety assessment) mit folgenden Schritten vorzunehmen:
1. Ermittlung schädlicher Wirkungen auf die Gesundheit des Menschen mit Ableitung eines DNEL-Wertes (englisch derived no-effect level);
2. Ermittlung schädlicher Wirkungen auf die Gesundheit des Menschen durch physikalisch-chemische Eigenschaften;
3. Ermittlung schädlicher Wirkungen auf die Umwelt mit Ableitung von PNEC-Werten (englisch predicted no-effect concentration) für die Kompartimente Wasser, Boden, Luft sowie für die Nahrungskette und die mikrobiologische Aktivität in Kläranlagen;
4. Ermittlung der PBT (persistent, bioakkumulierend, toxisch)- und vPvB (sehr persistent, sehr bioakkumulierend)-Eigenschaften.
5. Expositionsbeurteilung mit Entwicklung eines oder mehrerer Expositionsszenarios/en oder gegebenenfalls Entwicklung einschlägiger Verwendungs- und Expositionskategorien;
6. Risikobeschreibung.

Der Hersteller oder Importeur überprüft anhand der Schritte 1 bis 4, ob der Stoff als gefährlich gemäß der Verordnung (EG) Nr. 1272/2008 (CLP-Verordnung) oder als PBT oder vPvB einzustufen ist. In diesem Fall umfasst die Stoffsicherheitsbeurteilung auch die Schritte 5 und 6, ansonsten fallen diese weg.
Ein Expositionsszenario beschreibt alle Bedingungen (zum Beispiel bei der Herstellung, Verarbeitung, Verwendung und Entsorgung) über das gesamte Leben des Stoffes. Im Expositionsszenario sind weiterhin Maßnahmen zur Beherrschung der Exposition von Mensch und Umwelt beschrieben. Diese Verwendungsbedingungen und Maßnahmen zur Expositionsbeherrschung sind im umfassenden Sinne Risikomanagementmaßnahmen.
Eine Verwendungs- und Expositionskategorie ist ein Expositionsszenario, das ein breites Spektrum von Verfahren und Verwendungen abdeckt.

## Internet-Zugang zu den REACH-Daten
Ein Kernelement der REACH-Verordnung liegt darin, dass über eine Internet-Datenbank die – in Anwendung des Grundsatzes „no data, no market“ – im Registrierungsverfahren an die Europäische Chemikalienagentur (ECHA) übermittelten Daten für die Öffentlichkeit verfügbar sind. Nach Art. 119 Abs. 1 REACH-Verordnung sind bestimmte Daten in jedem Fall zu veröffentlichen. Für die Art. 119 Abs. 2 genannten Daten können die Unternehmen im Registrierungsdossier einen Antrag auf Geheimhaltung stellen (Confidentiality Claim). Ein Leitfaden der Agentur erläutert, welche Anforderungen für diesen (gebührenpflichtigen) Antrag zu erfüllen sind.
Daneben hat die Agentur Vorgaben des Völkerrechts (Aarhus-Abkommen) und dessen Umsetzung in sekundäres EU-Recht (Verordnung 1367/2006) sowie die Transparenz-Vorgaben des Primärrechtes (Art. 15 des Vertrags über die Arbeitsweise der Europäischen Union [AEUV]) zu beachten: Im Rahmen des Aarhus-Abkommens sowie nach Art. 4 der EG-Verordnung 1367/2006 ist die Agentur verpflichtet, Umweltinformationen „aktiv und systematisch in der Öffentlichkeit zu verbreiten“. Die Agentur hat – ebenso wie andere Organe der EU – die Pflicht, die in ihrem Besitz befindlichen Umweltinformationen in Datenbanken einzuspeisen und diese mit Suchhilfen und sonstiger Software zur Unterstützung der Öffentlichkeit bei der Suche nach den gewünschten Informationen zu versehen (Art. 4 Abs. 1 Satz 3 Verordnung 1367/2006). Nach Art. 15 AEUV ist die Agentur zudem verpflichtet, unter weitestgehender Beachtung des Grundsatzes der Offenheit zu handeln (engl.: as openly as possible).
Am 14. August 2014 fanden sich in der Datenbank Informationen zu 12.636 Stoffen aus 48.801 Registrierungs-Dossiers. Am 7. Dezember 2017 enthielt die Datenbank Informationen zu 17.010 Stoffen und 64.744 Registrierungsdossiers. Diese umfassen u. a. Angaben zu den chemischen und physikalischen Eigenschaften sowie zur Toxizität für Mensch und Umwelt. Aufgeführt ist auch, in welchen Mengen (in Tonnen pro Jahr) diese Stoffe nach den Angaben in den Registrierungsdossiers in der EU vermarktet werden.
Damit steht eine weltweit in dieser Form einzigartige Datenbasis zur Verfügung, mit deren Hilfe das Problem der „toxic ignorance“ (fehlendes Wissen über die toxischen Wirkungen der industriell eingesetzten Chemikalien) nach und nach verringert wird.
Mit Ablauf der letzten Übergangsfrist für „Altstoffe“ im Jahr 2018 wird der Datenumfang noch einmal deutlich zunehmen.
Die REACH-Verordnung leistet mit der Datenbank zugleich einen Beitrag zur „Demokratisierung des Risiko-Wissens“.
Allerdings beruhen die Daten auf Eingaben der Stoffverantwortlichen aus der chemischen Industrie; sie sind mehrheitlich unkontrolliert und entsprechend unkorrigiert in der Datenbank zu finden. Die Qualität der Daten in der ECHA-Datenbank wird daher – auch von der Europäischen Kommission und der Europäischen Chemikalienagentur – kritisiert.

## Die Bewertung
Nach der Abgabe der Registrierungsunterlagen führt die ECHA gemäß Artikel 20 der REACH-Verordnung eine Vollständigkeitsüberprüfung durch. Dabei prüft sie, ob die Gebühr bezahlt wurde und ob alle Daten vorliegen. Es erfolgt keine Prüfung der Qualität. Die Qualität musste bisher lediglich stichprobenartig bei 5 % der eingereichten Dossiers bewertet werden.
Bis Ende 2023 müssen jedoch mindestens 20 % der in Mengenbereichen von 100 Tonnen oder mehr pro Jahr eingereichten Registrierungsdossiers überprüft werden; bis Ende 2027 muss dieser Mindestprozentsatz auch für in kleineren Mengenbereichen eingereichte Dossiers erreicht werden.
Für die Risikobewertung der Stoffe erstellte die ECHA bis zum 1. Dezember 2011 einen Arbeitsplan (CoRAP). Die Stoffe wurden dabei nach einem risikoorientierten Konzept priorisiert. Berücksichtigt werden
- besorgniserregende Eigenschaften, wie zum Beispiel Persistenz und Bioakkumulation;
- die Exposition und
- die registrierte Gesamtmenge (aus der Summe aller Registranten).

Die Arbeitspläne werden seit dem 1. Dezember 2011 jährlich von der ECHA aktualisiert. Die Stoffe im Arbeitsplan werden von den Mitgliedstaaten bewertet, die daraufhin als zuständige Behörden auftreten.
Nach der Bewertung der Stoffe legen die zuständigen Behörden ihre Entscheidungsentwürfe vor. Diese können Folgemaßnahmen beinhalten wie:
- Nachforderung von Informationen,
- Zulassungsverfahren,
- Beschränkungsverfahren,
- Harmonisierte Einstufung und Kennzeichnung (siehe dazu auch den Artikel Global harmonisiertes System zur Einstufung und Kennzeichnung von Chemikalien; kurz GHS).

## Die Verfahren zur Zulassung und Beschränkung
In der nachfolgenden Tabelle sind Verzeichnisse aufgeführt, die Stoffe auflisten, für die besondere gesetzliche Regelungen nach dem REACH-Zulassungsverfahren und -Beschränkungsverfahren gelten:
| Zulassungsverfahren | Beschränkungsverfahren |
| --- | --- |
| Liste der für eine Zulassung in Frage kommenden besonders besorgniserregenden Stoffe Kurzbezeichnung: SVHC-Liste oder Kandidatenliste (Candidate List of substances of very high concern for Authorisation) Bereits die Aufnahme eines Stoffes in die “Liste der für eine Zulassung in Frage kommenden besonders besorgniserregenden Stoffe” hat für Unternehmen, die den Stoff als solchen, in Gemischen oder in Erzeugnissen herstellen, importieren oder verwenden, gesetzliche Verpflichtungen zur Folge. ⇩ Verzeichnis der zulassungspflichtigen Stoffe – Anhang XIV der REACH-Verordnung (Authorization List – Annex XIV) Die Herstellung, das Inverkehrbringen oder die Verwendung von Stoffen, die in das “Verzeichnis der zulassungspflichtigen Stoffe – Anhang XIV der REACH-Verordnung” aufgenommen wurden unterliegt der Genehmigungspflicht. Hierzu muss ein Zulassungsantrag gestellt werden. | Liste der beschränkten Stoffe – Anhang XVII der REACH-Verordnung (List of Substances restricted under REACH – Annex XVII) Die Herstellung, das Inverkehrbringen oder die Verwendung von Stoffen, die in die “Liste der beschränkten Stoffe – Anhang XVII der REACH-Verordnung” aufgenommen wurden, ist entweder beschränkt oder verboten. |

### Das Zulassungsverfahren
Ziele der Zulassung sind eine ausreichende Beherrschung der von besonders besorgniserregenden Stoffen (SVHC, Substances of Very High Concern) ausgehenden Risiken sowie eine schrittweise Ersetzung dieser Stoffe durch geeignete Alternativstoffe, sofern diese wirtschaftlich und technisch tragfähig sind.
Die Zulassung ist ein dreistufiges Verfahren mit nachfolgenden Schritten:
- Erstellen einer Kandidatenliste,
- Aufnahme in Anhang XIV der Verordnung (hier werden die zulassungspflichtigen Stoffe aufgelistet),
- Antrag auf Zulassung.

Für den Anhang XIV der REACH-Verordnung veröffentlichte die ECHA und die einzelnen Mitgliedstaaten am 30. Juni 2008 eine Liste mit Dossiers zu den vorgeschlagenen Stoffen. Zu dieser Liste konnten bis zum 14. August 2008 Bemerkungen und Einsprüche abgegeben werden. Wurde von diesem Recht kein Gebrauch gemacht, wurde der entsprechende Stoff in die Kandidatenliste aufgenommen. Werden jedoch Einsprüche erhoben, wird eine Entscheidung zur Aufnahme in die Kandidatenliste in einem so genannten Ausschussverfahren gemäß Artikel 133 Nr. 3 der REACH-Verordnung unter Einbezug der Kommission gefällt.
Die ECHA schlägt seit dem 1. Juni 2009 mindestens alle zwei Jahre Prioritätsstoffe zur Aufnahme in Anhang XIV vor, wobei sie für die Anzahl der Stoffe ihre eigene Kapazität berücksichtigt [Artikel 58 REACH-VO]. Die ersten 15 Stoffe der SVHC-Liste sind seit dem 28. Oktober 2008 bekannt und auf der Seite der ECHA zu finden.
Die erste Aktualisierung erfolgte am 13. Januar 2010, es wurden 14 weitere Stoffe aufgenommen, für den als SVHC erkannten Stoff Acrylamid (CAS-Nr. 79-06-1) wurde die Aufnahme vorläufig ausgesetzt.
Die Stoffliste wird im Internet veröffentlicht, so dass interessierte Kreise für eine bestimmte Frist die Möglichkeit zur Kommentierung haben. Nach einem Entscheidungsverfahren durch die Mitgliedstaaten und der Kommission nach Artikel 133 Nr. 4 der REACH-Verordnung wird bei abgegebenen Kommentaren entschieden, ob die Stoffe in Anhang XIV aufgenommen werden.
Folgende Daten werden in Anhang XIV aufgenommen [Artikel 58 Nr. 1 REACH-VO]:
- Identität des Stoffes;
- Inhärente Eigenschaften (zum Beispiel Krebs erregend, persistent);
- Übergangsregelungen wie

- der Ablauftermin, ab dem das Inverkehrbringen und die Verwendung des Stoffes verboten sind, es sei denn, es wurde eine Zulassung erteilt,
- der Zeitpunkt, bis zu dem ein Antrag auf Zulassung gestellt sein muss. Dieser muss mindestens 18 Monate vor dem Ablauftermin liegen,
- ggf. Überprüfungszeiträume für bestimmte Verwendungen,
- ggf. Verwendungen oder Verwendungskategorien, die von der Zulassungspflicht ausgenommen sind.

Der Zulassungsantrag nach Artikel 62 der REACH-Verordnung wird bei der ECHA gestellt. Hersteller, Importeure oder nachgeschaltete Anwender dürfen einen Antrag einreichen. Er enthält unter anderem eine Untersuchung der alternativ möglichen Stoffe unter Berücksichtigung ihrer Risiken und der technischen und wirtschaftlichen Durchführbarkeit der Substitution, ggf. einschließlich Informationen über einschlägige Forschungs- und Entwicklungstätigkeiten des Antragstellers.
Die Kommission erteilt oder verweigert die Zulassung. Nach Artikel 60 der REACH-Verordnung wird eine Zulassung erteilt, wenn das Risiko für die Gesundheit und Umwelt angemessen beherrscht ist. Dies ist der Fall, wenn nachgewiesen werden kann, dass die Exposition unterhalb von gewissen Schwellenwerten (zum Beispiel DNEL-Wert, PNEC-Wert) bleibt.
Sind Schwellenwerte nicht bestimmbar oder werden diese überschritten, kann eine Zulassung nur erteilt werden, wenn
- keine geeigneten Alternativstoffe oder -technologien vorhanden sind und
- der sozioökonomische (Sozialität und Wirtschaftlichkeit) Nutzen das Risiko einer Verwendung überwiegt.

### Das Beschränkungsverfahren
Die ECHA und die einzelnen Mitgliedstaaten können Vorschläge für beschränkte Verwendungen von Stoffen in Form eines Dossiers im Internet veröffentlichen.
Innerhalb einer bestimmten Frist können die von einer möglichen Beschränkung betroffenen Kreise eine Stellungnahme, möglichst in Form einer sozioökonomischen Analyse, abgeben.
Nach Ablauf der Frist gibt die ECHA eine Stellungnahme an die Kommission ab, ob die Beschränkungen zur Verringerung des Risikos beitragen und wie die sozioökonomischen Auswirkungen aussehen. Die Kommission erlässt daraufhin die Beschränkung oder nicht.
Die Beschränkungen werden in Anhang XVII der REACH-Verordnung aufgenommen.
Die EU-Kommission beschloss am 17. Februar 2011, sechs chemische Stoffe innerhalb der kommenden drei bis fünf Jahre zu verbieten. Bei diesen Stoffen handelt es sich um Chemikalien, die krebserzeugend oder fortpflanzungsgefährdend sind, sich in der Umwelt kaum abbauen oder sich in lebenden Organismen anreichern.

### Informationspflichten
Artikel 31 regelt die Informationspflicht und die Weitergabe an Informationen von Stoffen und Gemischen mittels Sicherheitsdatenblättern.
Die Informationsweitergabe von Stoffen und Gemischen, für die kein Sicherheitsdatenblatt erstellt werden muss, regelt Artikel 32.
Artikel 33 der REACH-Verordnung regelt die Informationspflichten über Stoffe in Erzeugnissen innerhalb der Lieferkette und gegenüber dem privaten Verbraucher.
Die Informationspflicht nach Artikel 33 innerhalb der Lieferkette besteht immer dann, wenn ein Erzeugnis einen Stoff aus der Kandidatenliste mit einem Gewichtsanteil von 0,1 % oder mehr enthält.
Innerhalb der Lieferkette müssen alle nachgeschalteten Akteure unverzüglich über SVHC in Erzeugnissen informiert werden. Die Information besteht mindestens aus der Benennung des Stoffes, sie kann um Informationen zum sicheren Umgang mit dem Erzeugnis ergänzt werden.
Verbraucher haben das Recht, über die SVHCs in Erzeugnissen auf Anfrage informiert zu werden. Das deutsche Umweltbundesamt hat auf seiner Website Musterbriefe zum Anfragen bereitgestellt (Stichwort „Neue Auskunftspflichten für Unternehmen“ vom 28. Oktober 2008). Ein Unternehmen hat nach Anfrage Betroffener 45 Tage Zeit für die Beantwortung. Die Antwort muss mindestens die Information über den Namen des Stoffes beinhalten, sie kann um Informationen zum sicheren Umgang mit dem Erzeugnis ergänzt werden.
Die Informationspflicht besteht nach Artikel 34 auch in umgekehrter Richtung, wenn z. B. ein Anwender über neue Informationen über einen Stoff verfügt.
Alle Beteiligten unter REACH haben nach Artikel 36 die für ihren Bereich erforderlichen Informationen zehn Jahre lang nach der letzten Herstellung, Einführung, Lieferung oder Verwendung aufzubewahren.

## Der Zeitplan im Überblick
| 1. Juni 2007     | Inkrafttreten von REACH                                 |
| 1. Juni 2008     | Beginn der Vorregistrierung                             |
| 1. Dezember 2008 | Ende der Vorregistrierung                               |
| 1. Januar 2009   | Veröffentlichung der vorregistrierten Stoffe            |
| 1. Juni 2009     | ECHA schlägt Stoffe für Anhang XIV vor                  |
| 1. Dezember 2010 | Ende der Registrierungsfrist für                        |
|                  | Stoffe ≥ 1000 t/a                                       |
|                  | CMR-Stoffe ≥ 1 t/a                                      |
|                  | Umweltgefährliche Stoffe ≥ 100 t/a                      |
| 1. Dezember 2011 | Erster Arbeitsplan für die Bewertung ist fertiggestellt |
| 1. Juni 2013     | Ende der Registrierungsfrist für Stoffe ≥ 100 t/a       |
| 1. Juni 2018     | Ende der Registrierungsfrist für Stoffe ≥ 1 t/a         |

## Unterstützung für Unternehmen
Um Unternehmen Hilfestellungen zu geben, insbesondere kleinen und mittelgroßen Unternehmen (KMU), die Anforderungen der Verordnung zu erfüllen, werden Mitgliedstaaten zusätzlich zu den von der ECHA herausgegebenen Materialien weitere Technische Leitfäden so genannte RIPs (REACH Implementation Project) sowie jeweils einzelstaatliche Auskunftsstellen zur Verfügung stellen. Der nationale Helpdesk ist in Deutschland bei der Bundesanstalt für Arbeitsschutz und Arbeitsmedizin (BAuA) eingerichtet, in Österreich (www.reachhelpdesk.at) beim Bundesministerium für Land- und Forstwirtschaft, Umwelt und Wasserwirtschaft (BMLFUW, Abteilung V/5, Chemiepolitik und Biozide) und wird vom Umweltbundesamt (UBA) betraut.
Die nachfolgende Tabelle stellt eine Übersicht der RIPs dar. (Anmerkung: Zurzeit befinden sich noch einige RIPs in der Bearbeitung.)
| RIP   | Bezeichnung                                                                      |
| ----- | -------------------------------------------------------------------------------- |
| RIP 1 | Detaillierte Beschreibung des REACH-Prozesses                                    |
| RIP 2 | REACH-IT: Entwicklung des IT-Systems zur Unterstützung der REACH-Implementierung |
| RIP 3 | Leitfäden für die Industrie                                                      |
| RIP 4 | Leitfäden für die Behörden                                                       |
| RIP 5 | Aufbau der Vor-Agentur                                                           |
| RIP 6 | Aufbau der Agentur                                                               |
| RIP 7 | Vorbereitung der Kommission auf REACH                                            |
| RIP 8 | Leitfaden: Anforderungen an Stoffen in Erzeugnissen                              |

Eine wesentliche Unterstützung für Unternehmen sollen die Leitfäden unter RIP 3 bieten. RIP 3 ist wie folgt gegliedert:
| RIP 3.1  | Leitfaden zur Registrierung                                                   |
| RIP 3.2  | Leitfaden zur Erstellung des Stoffsicherheitsberichtes                        |
| RIP 3.3  | Leitfaden über die Anforderungen an Daten zu intrinsischen Stoffeigenschaften |
| RIP 3.4  | Leitfaden zur Datenteilung (Vorregistrierung)                                 |
| RIP 3.5  | Leitfaden über Pflichten von nachgeschalteten Anwendern                       |
| RIP 3.6  | Leitfaden zur Einstufung und Kennzeichnung unter GHS                          |
| RIP 3.7  | Leitfaden zur Erstellung eines Antrages auf Zulassung                         |
| RIP 3.8  | Leitfaden zur Erfüllung der Anforderungen für Erzeugnisse                     |
| RIP 3.9  | Leitfaden zur Erstellung einer sozioökonomischen Analyse                      |
| RIP 3.10 | Leitfaden zur Stoffidentifikation und -bezeichnung                            |

Die Europäische Kommission stellt zudem allen von REACH betroffenen Unternehmen mit IUCLID eine IT-Anwendung zum kostenlosen Download zur Verfügung, die der benutzerfreundlichen Erfassung der von REACH geforderten Stoff-Daten dient.
Außerdem bieten zahlreiche Dienstleister wie Ingenieurbüros, größere Firmen oder auch Vereine und Verbände ihre Unterstützung bei der Umsetzung der EU-Chemikalienverordnung an.

## Kritik
Vor allem deutsche Industrievertreter kritisieren am Regelwerk, dass die Untersuchungen und die Absicherung möglicher Risiken hohe Aufwendungen erzeugen, die insbesondere für kleine und mittlere Unternehmen unverhältnismäßig hoch seien und zu deutlichen Wettbewerbsnachteilen führen würden. Industrievertreter aus Ländern außerhalb der EU kritisieren dagegen, dass die Regelungen den Export von Chemikalien in die EU beschränken können.
Ein wesentlicher Kritikpunkt von allen europäischen Wirtschaftsverbänden ist, dass REACH vor allem die innerhalb der EU fertigenden Unternehmen betreffe und somit zu einem Wettbewerbsnachteil gegenüber den importierenden Unternehmen führe. Es wird die massive Abwanderung von Produktionszweigen befürchtet.
Zudem sei zu befürchten, dass diverse Stoffe nach dem Inkrafttreten von REACH in der EU nicht mehr verfügbar sein würden, da die Lieferanten die Kosten für die Registrierung scheuten. Insbesondere die Halbleiterindustrie könnte davon betroffen sein, da nur ein relativ kleiner Prozentsatz der Weltproduktion in Europa angesiedelt sei und entsprechend der Aufwand für die Registrierung relativ zur absetzbaren Menge hoch sein werde.
Die vorgenannten Befürchtungen haben sich in der praktischen Anwendung der REACH-Verordnung weitgehend als unbegründet erwiesen, wie umfangreiche Studien zeigen, die die Europäische Kommission im Rahmen der ersten Evaluation der Verordnung („REACH-review“) in Auftrag gegeben hat.
Tierversuchsgegner kritisieren, dass auch Daten aus Tierversuchen als Prüfergebnisse anerkannt werden. Die Ärzte gegen Tierversuche gehen laut einer Presseerklärung davon aus, dass REACH eine Steigerung der Tierversuchszahlen zur Folge haben wird, und bezweifeln die Übertragbarkeit der Ergebnisse von Tierversuchen auf den Menschen.
Dem entgegen entfallen jedoch 86 % der Tierversuche im pharmazeutischen Bereich auf Prüfungen zur Stoffsicherheit, und ihre Ergebnisse werden regelmäßig von Zulassungsbehörden, der Wissenschaft, sowie der Mehrheit der Mediziner anerkannt.
Im August 2018 wurde bekannt, dass viele Dossiers mangelhaft sind: bei einer stichprobenhaften Überprüfung durch Umweltbundesamt und das Bundesamt für Risikobewertung wurde deutlich, dass bei mindestens einem Drittel der Dossiers für hochvolumige Stoffe (Produktion oder Import > 1000 Tonnen/Jahr) fehlerhafte Daten eingetragen wurden oder Daten ganz fehlten. Trotz entsprechender Aufforderungen zur Nachbesserung durch die ECHA wurden gewisse Dossiers nicht vervollständigt. Die betroffenen Stoffe blieben jedoch am Markt. Mitglieder der Bündnis 90/Die Grünen des Europäischen Parlaments bezeichneten dies als „Dieselgate der Chemieindustrie“.
Eine Analyse der ECHA zeigte auf, dass die Beschränkung der Verwendung von gefährlichen Chemikalien im Rahmen von REACH der Gesellschaft mindestens viermal mehr Nutzen bringt, als sie kostet. Der monetarisierte gesundheitliche Nutzen für die Bevölkerung, einschließlich des verringerten Risikos für Krebserkrankungen, Störungen der sexuellen Entwicklung, Sensibilisierung und berufsbedingtes Asthma, wird auf etwa 2,1 Milliarden Euro pro Jahr geschätzt, während sich die damit verbundenen Kosten auf 0,5 Milliarden Euro belaufen. Die Beschränkungen verhindern zudem Emissionen von mehr als 95 000 Tonnen an umweltschädlichen Stoffen.

## Beispiele verschiedener Chemikalien-Inventare
- AICS – Australian Inventory of Chemical Substances
- DSL – Canadian Domestic Substances List
- NDSL – Canadian Non-Domestic Substances List
- KECL – Korean Existing Chemicals List
- ENCS (MITI-Inventar) – Japanese Existing and New Chemical Substances (siehe Chemikalienrecht (Japan))
- PICCS – Philippine Inventory of Chemicals and Chemical Substances
- TSCA – Toxic Substances Control Act (seit 1976)
- CP65 - California Proposition 65
- IECSC – Inventory of Existing Chemical Substances Produced or Imported in China
- NECI – National Existing Chemical Inventory in Taiwan
- NZIoC – New Zealand Inventory of Chemicals
- Giftliste – Schweizer Giftlisten 1–3 (bis 2005)

### Helpdesks
Deutschland:
- REACH-CLP-Biozid-Helpdesk der deutschen Bundesbehörden (BAuA als Bundesstelle für Chemikalien (BfC))
- REACH-INFO des deutschen Umweltbundesamtes (UBA)
- REACH-Helpdesk des Landes Baden-Württemberg (REACH@Baden-Württemberg)
- REACH-Helpdesk des Landes Bayern (REACH-Infoline)
- REACH-Helpdesk der Länder NRW, Niedersachsen, Rheinland-Pfalz mit Interessenverbänden (REACH-Net)
- REACH-Helpdesk des Bundesverband der Deutschen Industrie e. V. (BDI)
- REACh-Helpdesk der Sonderforschungsgruppe Institutionenanalyse an der Hochschule Darmstadt, Ltr. Martin Führ

Österreich:
- REACH-Helpdesk der österreichischen Bundesbehörden (reachhelpdesk.at)

Schweiz:
- REACH-Helpdesk der schweizerischen Bundesbehörden (reach.admin.ch)